# Битка при Рафия
Битката при Рафия (Raphia) е решителната битка на Четвъртата сирийска война (219 – 217 пр.н.е.) при Рафия (днес Рафах, в южния край на Ивицата Газа), между Птолемейски Египет и Селевкидската империя за Коилесирия.
Тя се провежда на 20 юни 217 пр.н.е.. Главнокомандващи са на селевкидската страна цар Антиох III Велики и на египетската страна цар Птолемей IV Филопатор, заедно със сестра му Арсиноя III. Битката завършва с победа на египтяните.